# Oorlog tegen Jugurtha
De Oorlog tegen Jugurtha vond plaats tussen 112 v.Chr.-106 v.Chr., tussen de Romeinse Republiek en Jugurtha van Numidia, een koninkrijk langs de Noord-Afrikaanse kust (het hedendaagse Algerije). De Romeinen versloegen Jugurtha. De oorlog vormde een belangrijke fase in de Romeinse onderwerping van Noord-Afrika, maar Numidië werd pas een provincie van Rome in 46 v.Chr. 
Nadat Jugurtha met geweld de troon van Numidië had overgenomen, voelden de Romeinen zich verplicht om in te grijpen (Numidië was sinds de Punische oorlogen een trouwe bondgenoot van de Romeinen geweest).

## Jugurtha en Numidië
Numidië was een Berbers koninkrijk in het oude Noord-Afrika, en het komt ongeveer overeen met het huidige Algerije. Koning Micipsa stierf in 118 v.Chr. Hij had de wens, dat zijn twee zoons, Adherbal en Hiempsal, en zijn geadopteerde neef, Jugurtha, samen het rijk zouden delen. Jugurtha bleek echter een wreed en gewetenloos man, die alles deed om te krijgen wat hij wilde, met inbegrip van moord, omkoperij en verraad. Jugurtha had Romeinse oorlogstactieken aangeleerd terwijl hij het Numidische leger, een reserveleger van het Romeinse leger, aanvoerde, dat samen met het Romeinse leger onder Scipio Aemilianus Numantia, de hoofdstad van de Arevaci, een volk in Centraal-Spanje, belegerde.
Direct nadat Micipsa gestorven was, gaf Jugurtha het bevel om Hiempsal te vermoorden, terwijl Adherbal naar Rome vluchtte om steun te vragen tegen zijn halfbroer. Een Romeinse delegatie werd naar Numidië gestuurd in 116 v.Chr., om vrede te sluiten tussen de twee broers, en het land tussen hen te verdelen. Jugurtha kocht de afvaardiging echter om en kreeg daardoor het beste deel van het rijk. Hoe dan ook, het verdrag werd geaccepteerd en de vrede gesloten. Jugurtha lokte in 113 v.Chr. een oorlog uit met zijn halfbroer en dreef hem in het nauw in diens hoofdstad, Cirta. Adherbal bood samen met de Italianen die daar woonden verzet. Een tweede Romeinse afvaardiging werd naar Numidië gestuurd. Opnieuw kocht Jugurtha de delegatie om, die hem toestond om de stad in te nemen. Jugurtha executeerde zijn broer, samen met de vele Italianen die de stad hadden verdedigd. Dat ging Rome te ver. De executie van Italianen en Romeinen leidde ertoe dat de Romeinse Senaat de oorlog verklaarde aan Numidië in 112 v.Chr.

## Lucius Bestia
De Romeinse consul Lucius Calpurnius Bestia rukte op tegen Jugurtha, maar Jugurtha gaf zich onmiddellijk over. Het lijkt erop dat Bestia omgekocht was, want hij stelde ongebruikelijk milde voorwaarden aan de vrede. Het was zo gunstig voor Jugurtha, dat de Romeinse senaat een onderzoek instelde. Jugurtha werd naar Rome geroepen. Bij zijn aankomst in Rome kocht hij twee Romeinse tribunen van het volk om, die hem daarna verdedigden tegen ondervraging. Jugurtha probeerde daarna zijn potentiële rivaal, zijn neef Massiva, die in Rome was, te laten vermoorden, maar hij werd de stad uit gejaagd. In 109 v.Chr. versloeg Jugurtha een Romeins leger, waarbij hij blijkbaar opnieuw omkoperij, verraad en bedriegerij niet schuwde. Daarna eiste hij dat hij als rechtmatig heerser van Numidië erkend zou worden. De Senaat weigerde dat echter.

## Metellus
De consul Quintus Caecilius Metellus werd naar Noord-Afrika gestuurd om Jugurtha te verslaan. Voor zijn daden kreeg hij later de titel "Numidicus", hoewel hij in de tijd dat hij daar was niet veel bereikt had. Zijn oorlogsplan was om de aanvoerlijnen van Jugurtha te blokkeren, waardoor Jugurtha toevlucht nam tot de guerrilla-tactiek. Intussen was er een intern conflict ontstaan tussen Metellus en een van zijn commandanten Marius. Toen Marius tot consul werd gekozen in 107 v.Chr., verbood Metellus hem dagenlang om naar Rome te varen, omdat hij op de hoogte was van diens politieke ambities. Metellus wist echter niet dat Marius uit was op het commando in Numidia. Hoewel hij consul was, had de senaat Numidia niet onder commando van de consul geplaatst. De Populares, een van de twee ‘politieke stromingen’ in de Romeinse senaat, drukte echter een wet door waardoor Marius het commando in Numidia kreeg.

## Marius
Toen Marius vanuit Rome was vertrokken en in Numidia was aangekomen, hadden Jugurtha en zijn schoonvader Bocchus, de koning van Mauretania, een verbond gesloten. Marius zette Metellus’ plan voort en won enkele slagen, maar Jugurtha kon een Romeinse overwinning voorkomen. Het werd al snel duidelijk dat Jugurtha niet verslagen kon worden door oorlog alleen. De Romeinen onderhandelden met koning Bocchus daarom over vrede, waarbij hij Jugurtha zou verraden en uitleveren aan Rome. Bocchus gooide Jugurtha echter zelf in een put na een publieke vertoning. 

## Uitkomst
De oorlog tegen Jugurtha liet duidelijk enkele problemen van de Republiek zien rond die periode. Het feit dat een man zoals Jugurtha Romeinse militaire en burgerlijke ambtenaren kon omkopen liet de neergang in Romeinse moraliteit en ethiek zien. Romeinen zochten vaak nu naar individuele macht, vaak ten koste van de staat. 
Uiteindelijk overwonnen de Romeinen, en voegden ze zowel Numidia als Mauretania aan hun rijk toe.